# Lithops hallii
Lithops hallii es una especie de planta suculenta perteneciente a la familia  Aizoaceae que es nativa de Sudáfrica. 

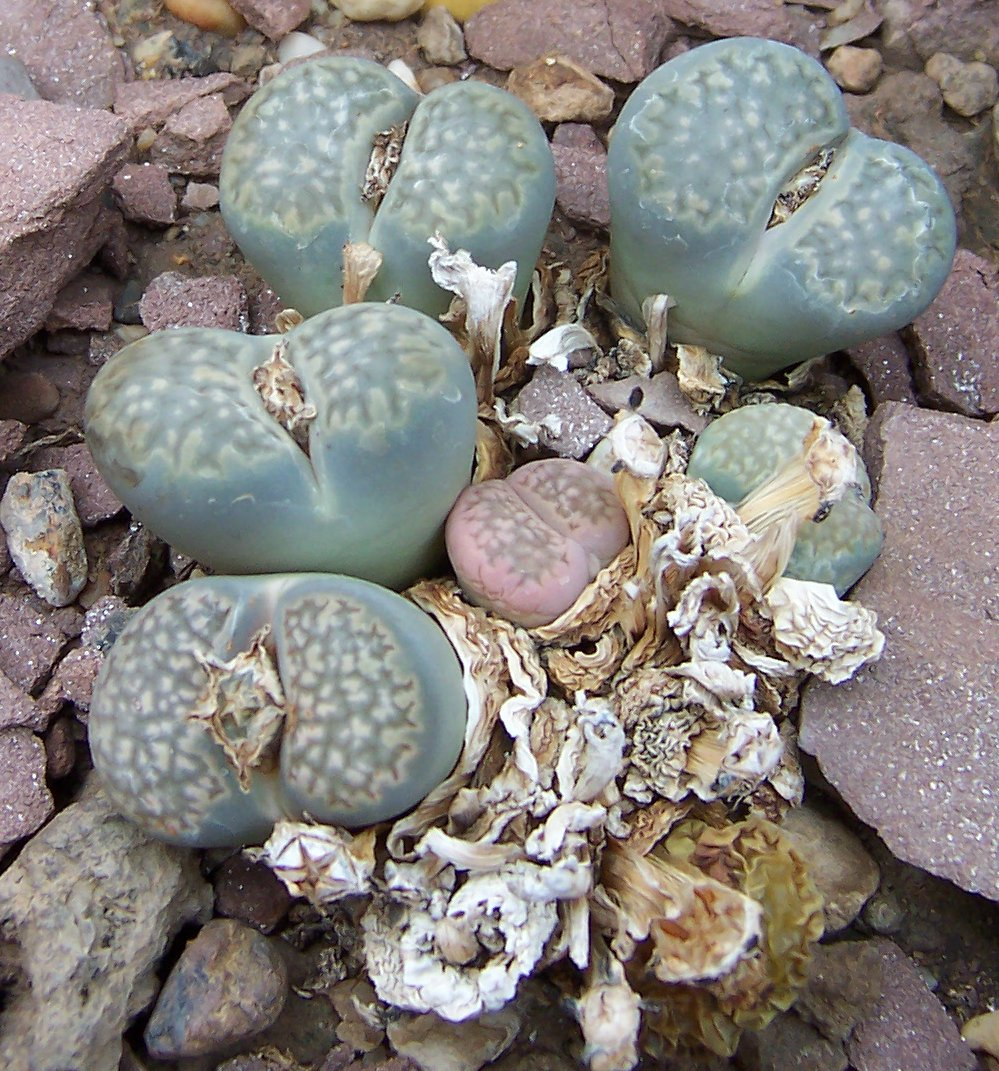
Vista de la planta

## Descripción
Forma grupos de dos hojas acopladas, divididas por una fisura por donde aparecen las flores. Cada par de hojas forman el cuerpo de la planta que tiene forma cilíndrica o cónica con una superficie plana. De la fisura entre las hojas brota, en periodo vegetativo, las nuevas hojas y en cuanto se abren, las antiguas se agostan. Alcanza los 20 cm de altura con las flores de color amarillo.

## Taxonomía
Lithops hallii fue descrita por  Hendrik Wijbrand de Boer, y publicado en Succulenta (Netherlands) 1957, 85 (1957).
Etimología
Lithops: nombre genérico que deriva de las palabras griegas: "lithos" (piedra) y "ops" (forma).
hallii: epíteto
Sinonimia
- Lithops hallii var. ochracea (de Boer) D.T.Cole
- Lithops fulleri var. ochracea de Boer (1962)[2]